# 데릭 라이블리 2세
데릭 라이블리 2세(Dereck Lively II, 본명: 데릭 제롬 라이블리 2세, Dereck Jerome Lively II, 2004년 2월 12일 ~ )는 전미 농구 협회(NBA) 댈러스 매버릭스의 미국 프로 농구 선수이다. 듀크 블루 데빌스에서 대학 농구를 했다. 5성급 신입 선수이자 2022년 클래스 최고의 선수 중 한 명이었다.
라이블리는 2024년 NBA 올루키 세컨드 팀에 선정되었다.